# 阿恩赖特
阿恩赖特是奥地利上奥地利州罗尔巴赫县的一个市镇。总面积20平方公里，总人口1076人，人口密度53.8人/平方公里（2005年）。